# Obidová (přírodní památka)
Obidová je přírodní památka poblíž obce Krásná v okrese Frýdek-Místek. Oblast spravuje AOPK ČR Správa CHKO Beskydy. Důvodem ochrany je mokřadní společenstvo s výskytem chráněných a ohrožených druhů rostlin a živočichů.